# 元吉庸泰
元吉庸泰（もとよし つねやす、1982年5月16日 - ）は、日本の舞台演出家、脚本家である。千葉県出身。

## 経歴
明治大学政治経済学部在学中に芸能活動をはじめ、モデルとしてテレビ、CM、雑誌、広告等で活躍。現在は自身の劇団の活動、演出、演出助手など裏方に専念する。
自ら劇団エムキチビートの主宰も務め、ほぼ全作品の脚本と演出を手がける。
2010年より、鴻上尚史主宰の虚構の劇団の演出部にも参加。演出家として活躍する一方で、鴻上尚史をはじめ、鈴木勝秀や、板垣恭一、辻仁成、鈴木裕美、小林香、河原雅彦、西田シャトナー、藤田俊太郎、小川絵梨子など一線で活躍する演出家の演出助手も務める。多彩な舞台経験を生かして、数多くの話題の舞台を演出している。
2024年6月30日所属していた事務所オフィス・トゥー・ワンを退所。その後、株式会社ワタナベエンターテインメントへ所属を発表した。

## 劇団公演、脚本・演出作品
劇団エムキチビートの全ての作品の脚本（一部除く）・演出。
- 2005.『ロンギヌs』明治大学第二学生会館地下アトリエ(脚本・演出)
- 2005.『桜花狂咲』明治大学第二学生会館地下アトリエ(脚本・演出)
- 2006.『明時ディソナンス』阿佐ヶ谷アルシェ(脚本・演出)
- 2007.『昇鳴蛇 CRY:ME SNAKE』 阿佐ヶ谷アルシェ(脚本・演出)
- 2007.『夜光星ディスコルーム』参宮橋トランスミッション(脚本・演出)
- 2008.『Laputa Fall:ラピュータフォール』萬劇場(脚本・演出)
- 2009.『昇鳴蛇 Cry:me Snake』シアターグリーンBIG TREE THEATER(脚本・演出)
- 2009.『エレクトリック：サーカス∴デイズ』萬劇場(演出)
- 2010.『ワールズエンド-フライバイユー-』新宿シアターサンモール(脚本・演出)
- 2012.『I was Light』新宿シアターサンモール(脚本・演出)
- 2013.『夜光星ディスコルーム』シアターグリーンBOX in BOX THEATER(脚本・演出)
- 2014. 『黎明浪漫譚-れいめいロマンティック-』吉祥寺シアター(脚本・演出)
- 2014.音劇『朱と煤-aka to kuro-』吉祥寺シアター(脚本・演出)
- 2016.『アイワズライト』紀伊國屋サザンシアター（脚本・演出）
- 2017.『赫い月』座・高円寺1（脚本・演出）
- 2018.音劇『世界の終りに君を乞う。』銀座博品館劇場（脚本・演出）
- 2022.『追想地獄変』シアター倉（脚本・演出）

## 主な演出作品など
- 『ミュージカル　終わりのセラフ』AiiAシアター(演出)
- 岡田浩暉25周年記念ミュージカルライブ『KOHKI OKADA presents I Love Musical』（構成・演出）
- 『ミュージカル　魔界王子 devils and realist』シリーズ（脚色・演出・作詞）
- PUBLIC∴GARDEN!『芥川龍之介　地獄変』『ハッシャ・バイ』（演出）
- 『錆色のアーマ』（演出・作詞）
- 舞台『ぼくの友達』（演出）
- 舞台『マリアビートル』（演出）
- 『Pretty Guardian Sailor Moon The Super Live』（演出補佐）
- 舞台『妖怪アパートの幽雅な日常』（演出)
- ミュージカル『ソーホー・シンダーズ』（演出)
- 『僕のヒーローアカデミア The "Ultra" Stage』（演出)
- 『錆色のアーマ  繋ぐ』（演出・上演台本)
- シザーブリッツ『キャッシュ・オン・デリバリー』（演出）
- 音楽劇『ロード・エルメロイII世の事件簿』（演出）
- 『僕のヒーローアカデミア The "Ultra Stage" 本物の英雄』（演出）
- ミュージカル『EDGES』TEAM BULL（演出）　※新型コロナウイルスの影響により公演中止
- 『錆色のアーマ　碧空の梟』（演出・上演台本）　※新型コロナウイルスの影響により公演中止
- PUBLIC∴GARDEN!オンラインリーディング『芥川龍之介地獄変』『ピアニシモ』『銀河鉄道の夜』『トランス』（上演台本・演出）
- リモートシアター『ムカウミライ』（脚本・演出）
- VRシアター『Equal』（演出）
- ミュージカル『EDGES』TEAM BLUE（演出）
- ミュージカル『PARTY』（演出）
- 『錆色のアーマ　碧空の梟』（演出・上演台本）
- 朗読劇『トランス』（演出）　※新型コロナウイルスの影響により公演中止
- ミュージカル『JAMIE』（演出補佐）
- ミュージカル『グローリー・デイズ　2021』（演出）
- ミュージカル『ソーホー・シンダーズ　2021』（演出)
- 『僕のヒーローアカデミア The "Ultra Stage" 本物の英雄 Plus Ultra ver.』（演出）
- アガサクリスティー作『マウス・トラップ』（演出）
- 『僕のヒーローアカデミア The "Ultra Stage" 平和の象徴』（演出）
- ミュージカル『EDGES 2022』（演出）
- 『偽伝春琴抄』（脚本・演出）
- 『裸足で散歩』（演出）
- ミュージカル『フラグリア』（演出・上演台本）
- 朗読劇『Story Of Songs』（演出）
- 『七人のおたく cult seven THE STAGE』（演出）[1]
- 『僕のヒーローアカデミア The "Ultra Stage" 最高のヒーロー』（演出）
- 『DOLL』（演出）[2]
- ミュージカル『スライス・オブ・サタデーナイト』演出
- 朗読劇『白骨船長』演出
- 『ジョジョの奇妙な冒険 ファントムブラッド』（脚本・作詞）
- ミュージカル『ウィリアムとウィリアムのウィリアムたち』演出
- 舞台『PSYCHO-PASS サイコパス Virtue and Vice3』演出
- 舞台『歌舞伎町シャーロック』演出
- ミュージカル『暁のヨナ』演出
- 舞台『ブロードキャスト』演出
- リーディングミュージカル『BEASTARS』演出
- 舞台『裸足で散歩』再演　演出
- 舞台『アオペラ』脚本・演出
- 舞台『刀剣乱舞　十口伝あまねく刻の遥かへ』一部脚本・演出
- 舞台『鬼滅の刃 襲撃 刀鍛冶の里編』脚本・演出
- ミュージカル『FLOG and TOAD』演出
- ミュージカル『十二国記』脚本・作詞

## 演出助手作品
- 2008、虚構の劇団『リアリティ・ショウ』より、同劇団の鴻上尚史の演出助手を務める。

話題の2.5次元公演やストレートプレイ、ブロードウェイミュージカルまで多岐に参加。

代表的なものとして、『アンナ・カレーニナ』『フロッグとトード』『シラノ・ド・ベルジュラック』『二十日鼠と人間』（鈴木裕美演出）、『マクガワン・トリロジー』（小川絵梨子演出）、『Forever Plaid』（板垣恭一演出）、『海峡の光』（辻仁成演出）、『弱虫ペダルIH編』シリーズ（西田シャトナー演出）、『StarS』『DNA-SHARAKU』（小林香演出）、『アルジャーノンに花束を』（荻田浩一演出）、『Defiled』(鈴木勝秀演出)、『人間風車』（河原雅彦演出）など。